# Barra separadora

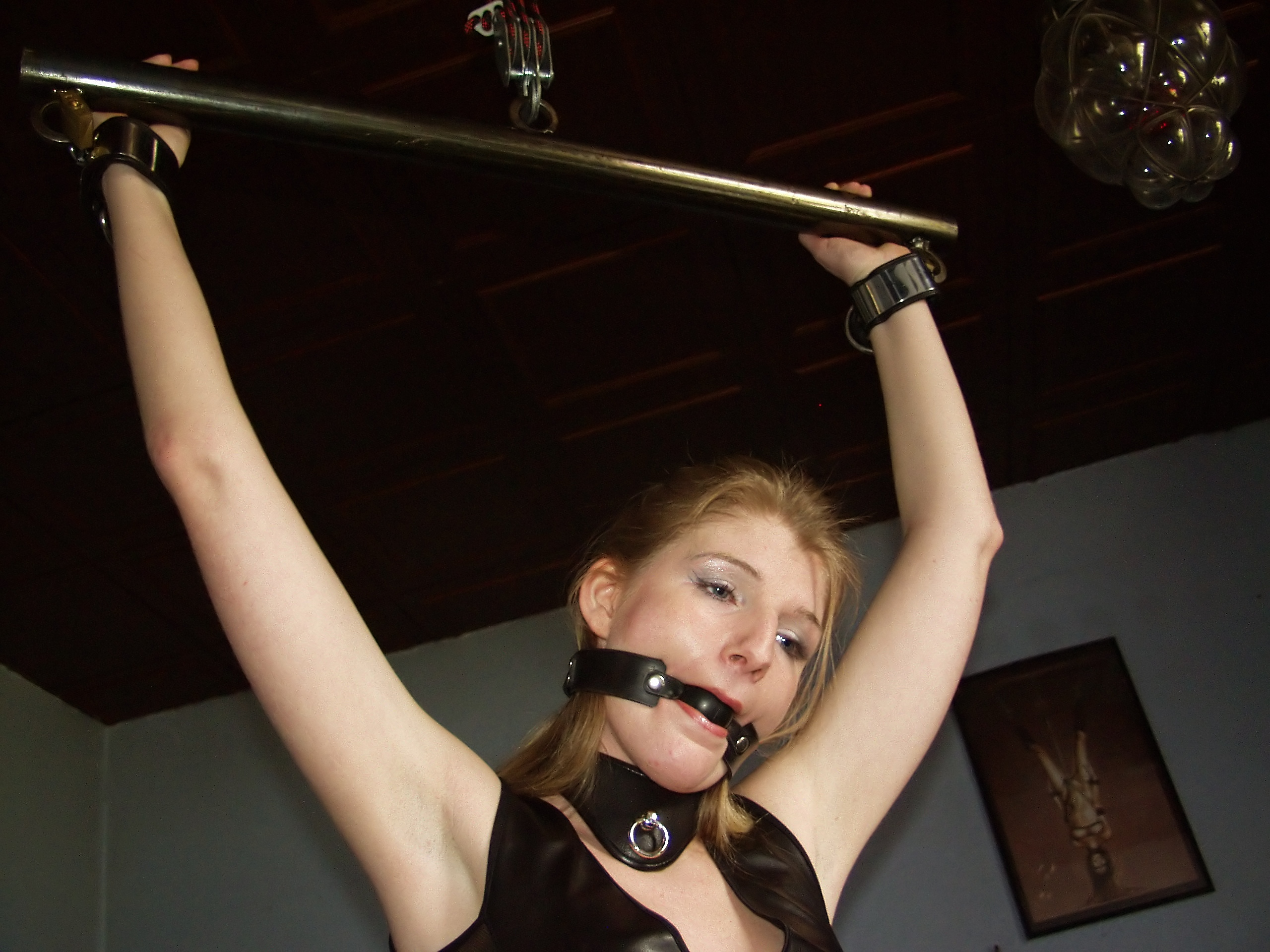
Barra separadora utilizada en los brazos de una mujer.

Una barra separadora, también llamada barra de expansión o spreader bar en inglés, es un elemento que se utiliza en las prácticas del BDSM. Consiste en una barra hecha de metal, acero o madera, con puntos de conexión en los extremos que sirven para fijar las muñecas, tobillos o las rodillas y así mantener la distancia. Se utiliza en el bondage para inmovilizar algunas partes del cuerpo, también se suele asociar con otros equipos y elementos propios del bondage como las máscaras, mordazas, vendas, columpios, entre otros.

## Seguridad
Las piernas o brazos de la persona se mantienen separados por medio de la barra, además suele añadirse una mordaza. Debe tenerse cuidado cuando se utiliza la barra de expansión en las piernas ya que podrían generarse tirones musculares. Sucede lo mismo cuando se sujetan brazos y otras partes del cuerpo en simultáneo durante las relaciones sexuales ya que esto puede causar serias lesiones.